# Galina Miklínová
Galina Miklínová (* 28. července 1970 v Ostravě) je česká režisérka, výtvarnice animovaných filmů a ilustrátorka.

## Životopis
V letech 1984–1988 vystudovala Střední uměleckoprůmyslovou školu v Uherském Hradišti, obor užitá grafika, a v letech 1991–1997 Vysokou školu uměleckoprůmyslovou v Praze, ateliér filmové a televizní grafiky u prof. Miroslava Jágra a prof. Jiřího Barty. V roce 1995 studovala animovaný film na Humberside University ve Velké Británii. Zabývá se jak filmovou tvorbou, tak knižními ilustracemi. Žije a pracuje v Klučově u Prahy.
Jejím otcem je zakladatel archivu a informačního systému výtvarného umění abART Jiří Hůla.

## Tvorba

### Filmografie
- Biograf (The Cinema) 5’ / animovaný film (1997)
- Bajky ze zahrady (Fables from a garden) 9’ / kombinovaný animovaný film, koprodukce s ČT (2000)
- O Kanafáskovi (About Kanafásek) 7 x 7’ / animovaný seriál pro Českou televizi (epizody 1 – 7) (2003)
- Hra (The Game) 5’33 / krátký animovaný film, koprodukce se studiem Alkay s.r.o. (2004)
- Nešťastné narozeniny Péti Fotky 6’ / krátký animovaný film (2006)
- Byla 3x jedna princezna 6’20 / krátký animovaný film pro Gender studies (2006)
- O Kanafáskovi 7 x 7’ / animovaný seriál pro Českou televizi (epizody 8 – 13) (2005)
- O Kanafáskovi 13 x 7’ / animovaný seriál pro Českou televizi (epizody 14 – 26) (2011)
- Lichožrouti 83' / celovečerní rodinný dobrodružný animovaný film, (2016)

### Autorské animované znělky
identová znělka ČT2, Radio City, Cinemart

### Realizace
- Fakultní nemocnice Královské Vinohrady - Stomatologická klinika (2020, 2023)
- Kudrnáčova stezka, Klučov - Poříčany ( 2021)

### Ilustrace
- Džibrán, Chalíl: Zlomená křídla (Synergia, 1996)
- Semelová, Nava: Učila jsem se létat (Albatros, 1998)
- Horvathová, Poly: Cirkus ve městě (Albatros, 1999)
- Rowlingová, J.K: Harry Potter I – IV (Albatros, 2000 – )
- Motlová, Milada: Hádej, co to je? (Amulet, 2001)
- Šrut, Pavel: Pavouček Pája (Albatros, 2001)
- Colert, David: Kouzelný svět Harryho Pottera (Albatros, 2002)
- Šrut, Pavel: Veliký tůdle (Paseka, 2003)
- Bezděčka, Pavel: Kouzelník Futuro a jeho zvířátka (Futuro, 2004)
- Šrut, Pavel: Verunka a kokosový dědek (Brio, 2004)
- Šrut, Pavel: Příšerky a příšeři (Paseka, 2005)
- Malý, Radek: František z kaštanu, Anežka ze slunečnic (Meander, 2006)
- Skácel, Jan: Pohádky z Valašského království (Paseka, 2006)
- Šrut, Pavel: Šišatý švec a myšut (Paseka, 2006)
- Šrut, Pavel: Lichožrouti (Paseka, 2008)
- Šrut, Pavel: Pan Kdybych hledá kamaráda (Paseka, 2009)
- Reiner, Martin, Viewegh, Michal, Šrut, Pavel: Tři tatínci a maminka (Brio, 2010)
- Kastner, Erich: Emil a detektivové (XYZ, 2010)
- Šrut, Pavel: Lichožrouti se vracejí (Paseka, 2010)
- Miklínová, Galina: O Kanafáskovi (Edice České televize, 2012)
- Šrut, Pavel: Lichožrouti navždy (Paseka, 2013)
- Papoušková, Eva: Kosprd a telecí (Albatros, 2013)
- Žiška, Pavel: O botě, která si šlapala na jazyk (Albatros, 2014)
- Papoušková, Eva: Vombat Jirka ( Mladá Fronta, 2016)
- Stančík, Petr: H2O a tajná vodní mise (Abramis, 2017)
- Kastner, Erich: Emil a detektivové (Albatros, 2018)
- Mornštajnová, Alena: Strašidýlko Stráša (Albatros, 2018)
- Papoušková, Eva: Cílovníci (Paseka, 2018)
- Stančík, Petr: H2O a poklad šíleného oka (Abramis, 2018)
- Papoušková, Eva: Vombat Jirka je statečný ( Mladá Fronta, 2019)
- Stančík, Petr: H2O a pastýřové snů (Abramis, 2019)
- Vovsová, Anna: Zvířata a detektivové (Pikola 2020)
- Papoušková, Eva: Vombat Jirka zachraňuje (Pikola, 2021)
- Míková, Marka : Kabát a kabelka (Argo, 2021)
- Papoušková, Eva: Sára Kalamita (Pikola, 2021)
- Čtvrtek, Václav: O Kačence a tlustém dědečkovi (Albatros, 2021)
- Stančík, Petr: H2O a záhada zlaté slzy (Abramis, 2021)
- Stančík, Petr: Faustův dům a díra do stropu (Meander, 2022)
- Mornštajnová, Alena: Kapka Ája (Host, 2022)
- Stančík, Petr: Pohádky pro zlobivé bagry (Pikola, 2022)
- Stehlíková, Olga: Mehlo, Kňuba, Šika a Motora (Portál, 2023)
- Papoušková, Eva: Dnes nepůjdeš do školy (Argo, 2023)
- Stančík, Petr: H2O a  zkázonosný prstenec (Abramis, 2023)
- Aksinja Kermauner, Janja Plazar: Kamnožerji (KUD Sodobnost International, Slovenia, 2023)
- Peřina, Vít: Komáři se ženili aneb Ze života obtížného hmyzu (Akropolis, 2024)
- Epstein, Marek: Zubatá (Pikola, 2024)
- Stančík, Petr: Tři Malostranští kostlivci (Meander, 2025)
- Mornštajnová, Alena: Strašidýlko Stráša hasí průšvihy (Albatros, 2025)

## Ocenění
- GRAND PRIX – Mezinárodní SFF Písek '97
- Cena SPT Telecom – LFF, Křivoklát '98
- Hlavní cena v kategorii animovaných filmů – ARSfilm, Kroměříž '98
- Cena diváků – ARSfilm, Kroměříž '98
- Čestné uznání nakladatelství Albatros za r. 1998 – Učila jsem se létat
- SUK 2001 – Cena knihovníků – Pavouček Pája
- SUK 2001 – Cena dětí – Pavouček Pája
- SUK 2001 – Cena učitelů – Pavouček Pája
- Zlatá stuha 2001, nominace – Pavouček Pája
- Čestné uznání nakladatelství Albatros za r. 2001 – Pavouček Pája
- ANIFEST Třeboň 2001 – Čestné uznání
- GRAND PRIX – Minsk International Film Festival 2002
- Nejkrásnější kniha roku 2004: 2 místo – Veliký tůdle
- SUK 2003 – Cena knihovníků – Veliký tůdle
- Trilobit 2004 – Čestné uznání – autorský seriál ČT O Kanafáskovi
- SUK 2004 – Cena knihovníků – Verunka a kokosový dědek
- SUK 2005 – Cena učitelů – Příšerky a příšeři
- Zlatá stuha 2005, nominace – Příšerky a příšeři
- SUK 2008 – Cena ministra školství – Lichožrouti
- SUK 2009 – Cena knihovníků – Lichožrouti
- Cena Noci s Andersenem – Lichožrouti
- Nejkrásnější kniha roku 2009: 3 místo – Lichožrouti
- Zlatá stuha 2009, nominace – Pan Kdybych hledá kamaráda
- SUK 2010 – Cena knihovníku – Lichožrouti se vracejí
- ANIFEST Teplice 2011 – Cena za nejlepší animovaný seriál – O Kanafáskovi
- White Raven 2011, Internationale Jugendbibliothek Mnichov – Tři tatínci a maminka
- SUK 2013 – Cena dětí – Lichožrouti navždy
- SUK 2014 – Cena knihovníků –  Kosprd a Telecí
- BIBIANA 2015 – Najkarajšia detská kniha – Lichožrouti
- White Raven 2015, Internationale Jugendbibliothek Mnichov – Kosprd a Telecí
- Trilobit 2016 – Cena dětí – Lichožrouti
- Český lev 2016 – nominace za nejlepší scénografii – Lichožrouti
- Výroční ceny české kritiky 2016 – nominace za audiovizualní počin – Lichožrouti
- Výroční cena nakladatelství Mladá Fronta 2017 – Vombat Jirka
- cena festivalu MF BOOKNI SI 2017 – Vombat Jirka
- Chicago International Children’s Film Festival – 2017 – 1 místo – Lichožrouti
- Telangana International Children’s Film Festival 2017 – Best fim feature – Lichožrouti
- Zlatá stuha 2017 ,nominace – H2O a tajná vodní mise
- Výroční cena nakladatelství Albatros 2022 – O Kačence a tlustém dědečkovi
- Zlatá stuha 2022, nominace – Vombat Jirka zachraňuje
- White Raven 2022, Internationale Jugendbibliothek Mnichov –  Kabát a kabelka